# Wacker Chemie
Wacker Chemie AG er en tysk multinational kemivirksomhed, der blev etableret i 1914 af Alexander Wacker. Aktiemajoriteten ejes af Wacker-familien. De driver over 25 fabrikker i Europa, Asien og Amerika. Deres produkter omfatter silikonegummi, polymerer som ethylen-vinylacetat, polysilicium og wafere til mikrochip-industrien. Virksomhedens største fabrik har 10.000 ansatte i Burghausen, hvor de også har deres hovedkvarter.